# HMS St Michael (1669)
HMS St Michael (1669) — 90-пушечный корабль 2 ранга Королевского флота. Единственный английский корабль, названный в часть архангела Михаила. Переименован в HMS Marlborough.
Участвовал в Войне за австрийское наследство. Сильно поврежден при Тулоне.
Участвовал в Семилетней войне. Был при взятии Гаваны в 1762 году. Позже попал в плохую погоду и затонул 29 ноября 1762 года. Вся команда была спасена HMS Antelope.

## Постройка и переделки
Строился как 90-пушечный линейный корабль. Спущен на воду в 1669 году.
Перестроен в Блэкуолле в 1706 году и переименован в HMS Marlborough.
Вторично перестроен в Чатеме по уложению (стандарту), одобренному Парламентом в 1719 году — повторно спущен на воду в 1732 году.
В 1752 году понижен в ранге до 68-пушечного.

## Служба[3]
1743 год капитан Джеймс Корнуолл (англ. James Cornwall).

### Война за австрийское наследство
В 1744 году Marlborough (капитан Корнуолл), в составе флота адмирала Томаса Мэтьюза (англ. Thomas Matthews) блокировал франко-испанский флот в Тулоне. Marlborough присоединился к флоту 3 февраля.
9 февраля объединенный флот вышел из Тулона и выстроил линию баталии на внешнем рейде. Мэттьюз тоже поднял сигнал строить линию, но ветер был слишком легкий и к вечеру большинство кораблей ещё не заняли места. Как только зашла луна, объединенный флот отошел ещё дальше, не замеченный дозорами. На следующий день Мэттьюз очень медленно сближался с противником, эскадра вице-адмирала Лестока следовала в 5 милях за кормой.
Капитан Корнуолл, и адмирал Мэтьюз на HMS Namur обнаружив, что не могут поравняться с французами, напали на испанский адмиральский Royal Philip и его мателота Isabella, и начали бой на дистанции в пистолетный выстрел, примерно в половине второго пополудни. Marlborough поддержал флагманский корабль, Namur, и атаковал 80-пушечный Isabella, который потерял около 300 человек убитыми и ранеными. Капитану Корнуоллу оторвало обе ноги ядром, а в три часа грот и бизань-мачты были сбиты и рухнули, чем и добили командира. Тем не менее корабль продолжал сражаться под командованием лейтенанта, хотя и не получал помощи от соседей по линии, которые держались с наветра и вели огонь по кораблям противника за кормой, вне досягаемости. Marlborough пришлось тяжело, из рангоута уцелела только фок-мачта, но английские корабли за кормой не пришли на помощь. Капитан Корнуолл лишился обеих ног и вскоре умер. Командование принял его племянник, лейтенант Фредерик Корнуолл (англ. Frederick Cornwall).

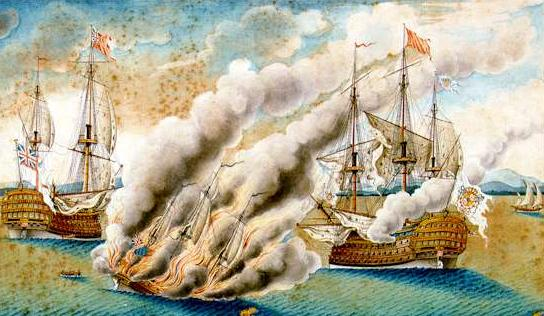
Взрыв брандера Ann Galley

Royal Philip, обездвиженный, стоял кормой к Marlborough, его напарник ушел, а остальные испанцы за кормой ещё не подошли, и брандеру HMS Ann Galley было приказано спуститься под ветер и поджечь его. Но прежде, чем он успел приготовиться, испанские корабли обошли адмирала Лестока, который дал залп только по концевому. Ann Galley, будучи от Royal Philip на расстоянии корпуса, взорвался и пошел ко дну, с ним погибли капитан Маккей (англ. Mackey), его лейтенант, пушкарь и ещё 12 человек. 50 испанцев, посланных захватить Ann Galley, тоже погибли.
Мэттьюз сигналом приказал шлюпками отбуксировать Marlborough из боя. Около пяти часов Marlborough, почти развалившийся на части, был отбуксирован прочь из линии.
Корабль потерял капитана, 40 человек убитыми и 100 ранеными. Среди потерь Marlborough также были мастер Роберт Коттон (англ. Robert Cotton), капитан морской пехоты Годфри (англ. Godfrey) и 40 моряков и морских пехотинцев убитыми, а лейтенант Фредерик Корнуолл и 120 моряков и морских пехотинцев были ранены, из них 20 смертельно. 13 февраля Мэтьюз прекратил погоню, заявив, что его приказ был защищать Италию.
Капитан HMS Dorsetshire Берриш (англ. Burrish) был отдан под военно-полевой суд за получасовое бездействие, когда мог бы прийти на помощь Marlborough. Он был признан виновным и уволен со службы. Другие капитаны и офицеры также предстали перед судом, в том числе Мэтьюз, который был снят с должности.

### Семилетняя война

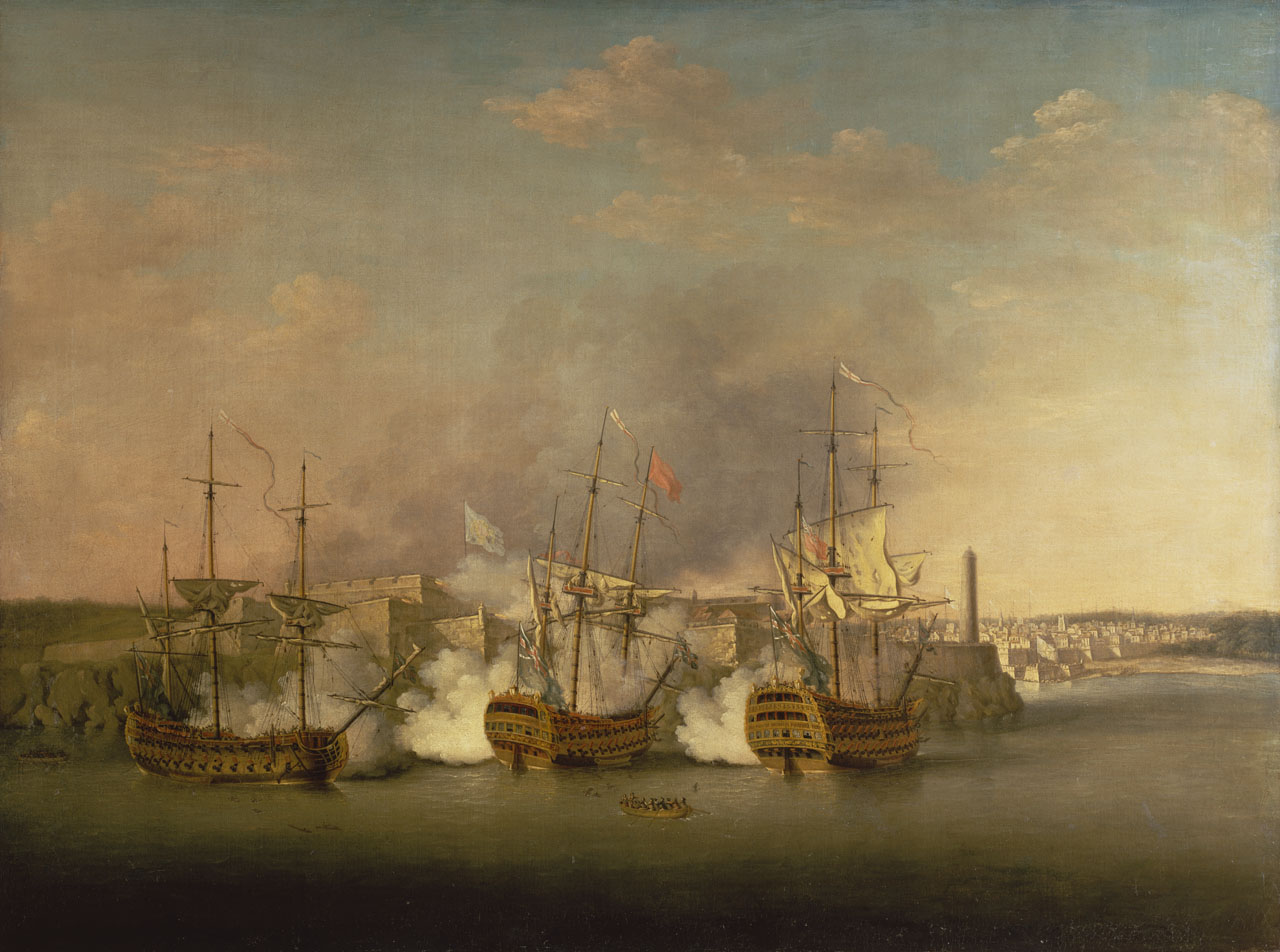
Бомбардировка форта Морро

1756 год Капитан Виттеронж Тейлор (англ. Wittewronge Taylor), вскоре после того переведен на HMS Royal William.
1757 год капитан Роберт Фолкнер (англ. Robert Faulkner). Был назначен с целью дать ему звание полного капитана.
1761 год капитан Джон Холуэлл (англ. Hollwell), флаг-капитан у адмирала Родни.
В январе 1762 года Marlborough (капитан Джон Холуэлл), был флагманом контр-адмирала Джорджа Родни в экспедиции против Мартиники.
В июне 1762 года, под командованием капитана Томаса Барнетта (англ. Thomas Burnett), вышел с адмиралом Пококом для захвата Гаваны. Marlborough, HMS Dragon и HMS Cambridge бомбардировали форт Морро в течение нескольких часов, но были сами настолько повреждены, что вынуждены были отступить. Потери Marlborough были 2 убитых и 8 раненых.
В ноябре Marlborough вышел в Англию с другими кораблями, испанскими призами и примерно 50 транспортами. После потери контакта с адмиралом Пококом он встретил очень плохую погоду, и 29-го тонущий корабль пришлось покинуть. Marlborough (капитан Томас Барнетт), затонул в Атлантическом океане 29 ноября 1762 года на переходе домой из Гаваны. Все люди были сняты на HMS Antelope (50) капитана Грейвза.